# Вбивця (фільм, 1990)
«Вбивця» («Убийца») — радянський художній фільм 1990 року, знятий режисером Сергієм Мартьяновим на кіностудії «Катарсіс» та Свердловській кіностудії.

## Сюжет
Не сподіваючись, що законність восторжествує, батько тринадцятирічної дівчинки, яка покінчила життя самогубством після того, як над нею поглумилися, вбиває одного з кривдників. Вистеживши другого, герой гине від руки матері переслідуваного.

## У ролях
- Володимир Антоник — Павло Смирнов
- Олена Борзова — Наталія Смирнова
- Роман Громадський — Ернст Дюкін
- Світлана Крючкова — Анна Дюкіна
- Євген Новосьолов — Алька Дюкін
- Ірина Ноздренко — Тетяна Смирнова
- Володимир Шевельов — Коля Попов
- Віктор Соловйов — Григорій Попов
- Анатолій Вєдьонкін — Краснопьоров
- Сергій Максачов — Сорокін
- Микола Бадьєв — епізод
- Світлана Коновалова — епізод
- Олег Мітяєв — епізод
- Станіслав Міхін — епізод
- Софія Тіунова — епізод
- Тетяна Адріанова — епізод
- Т. Вафін — епізод
- Н. Голубкова — епізод
- В. Гришин — епізод
- Рома Ісаєв — епізод
- Кара Маскир-Оол — епізод
- Світлана Миронова — епізод
- Костя Мішин — епізод
- Валентина Попова — епізод
- Денис Суслонов — епізод
- В. Сичов — епізод
- Левіан Чумичов — епізод

## Знімальна група
- Режисер — Сергій Мартьянов
- Сценарист — Левіан Чумичов
- Оператор — Анатолій Лєсніков
- Художники — Олександр Сухих, Юрій Каспаров